# Градівка (Вознесенський район)
Гра́дівка — село в Україні, у Вознесенському районі Миколаївської області. Населення становить 546 осіб. З 2016 року входить до складу Веселинівської селищної громади.

## Історія
7 (20) листопада 1917 року, відповідно до Третього Універсалу Української Центральної Ради, увійшло до складу Української Народної Республіки.  
У 1925—1939 роках село (під назвою Мюнхен) входило до складу Карл-Лібкнехтівського німецького національного району Миколаївської округи (з 1932 — Одеської області).

## Видатні уродженці
- Антонова Катерина Тимофіївна — Герой Соціалістичної Праці.